# Tellamendi
Le Tellamendi ou Belamendi est un sommet culminant à 834 mètres d'altitude dans le massif d'Arangio, appartenant aux Montagnes basques. Il se situe entre l'Alava et la Biscaye au Pays basque (Espagne).
Il se trouve sur le bassin de la rivière Deba dans sa partie méridionale et celui de l'Ibaizabal dans sa partie septentrionale. Son sommet est couronné par une grande croix métallique qui le rend visible, et identifiable, de très loin.

## Toponymie
Le terme Tellamendi peut se traduire par « montagne de la tuile » et l'autre appellation, Belamendi par « montagne du corbeau ».

## Géographie
C'est un sommet herbeux qui fait partie de la chaîne de montagnes qui sépare la vallée de l'Aramaio de celle de l'Arratzola. Cette chaîne de montagnes, qui part du Zabalandi aux pieds de l'Anboto, arrive jusqu'à l'autre massif calcaire que forme l'Udalatx en passant par le Besaide point où se rejoignent les trois provinces constituant le Pays basque.
Il se situe aux portes du parc naturel d'Urkiola et fait partie d'une vaste zone où la main de l'homme n'a pas eu beaucoup d'influence. La végétation autochtone a été maintenue, dans une bonne mesure, malgré quelques plantations destinées à l'exploitation forestière.

## Histoire
Durant la guerre civile espagnole il a fait partie de la ligne de front pendant l'hiver 1936 1937 et a été le point de fracture et par lequel l'armée insurrectionnelle a pénétré dans le territoire fidèle à la légalité républicain.

## Ascensions
Les chemins pour arriver au sommet du Tellamendi partent depuis différents lieux, certains depuis la vallée de Deba, d'autres depuis celle de l'Arrazola et un autre depuis Zabalandi.
- Depuis Aramaio : en partant de l'ermitage de  Notre-Dame de l'[Immaculée] Conception d'Ibabe nous montons au col de l'Ipiztegarriaga (730 m) et depuis là jusqu'au prochain col d'Amillondo (750 m) et de là au sommet.
- Depuis Santa Ageda (Arrasate) : il s'agit d'atteindre le col situé entre le Tellamendi et l'Atxetarri (634 m) et de là au sommet du Tellamendi.
- Depuis Arratzola : tout comme depuis Arrasate, on atteint ce dernier col, qui dans ce cas ferme la vallée de l'Arratzola et de là jusqu'au sommet.
- Depuis le Besaide : une fois dans le Besaide, auquel on peut monter de différents emplacements, il faut seulement suivre la ligne de crêtes, par un bon chemin qui traverse une forêt de hêtres pour atteindre le sommet.

Temps d'accès :
- Aramaio (1 h 15 min) ;
- Sainte Ageda (1 h 15 min) ;
- Anguiozar (2 h).

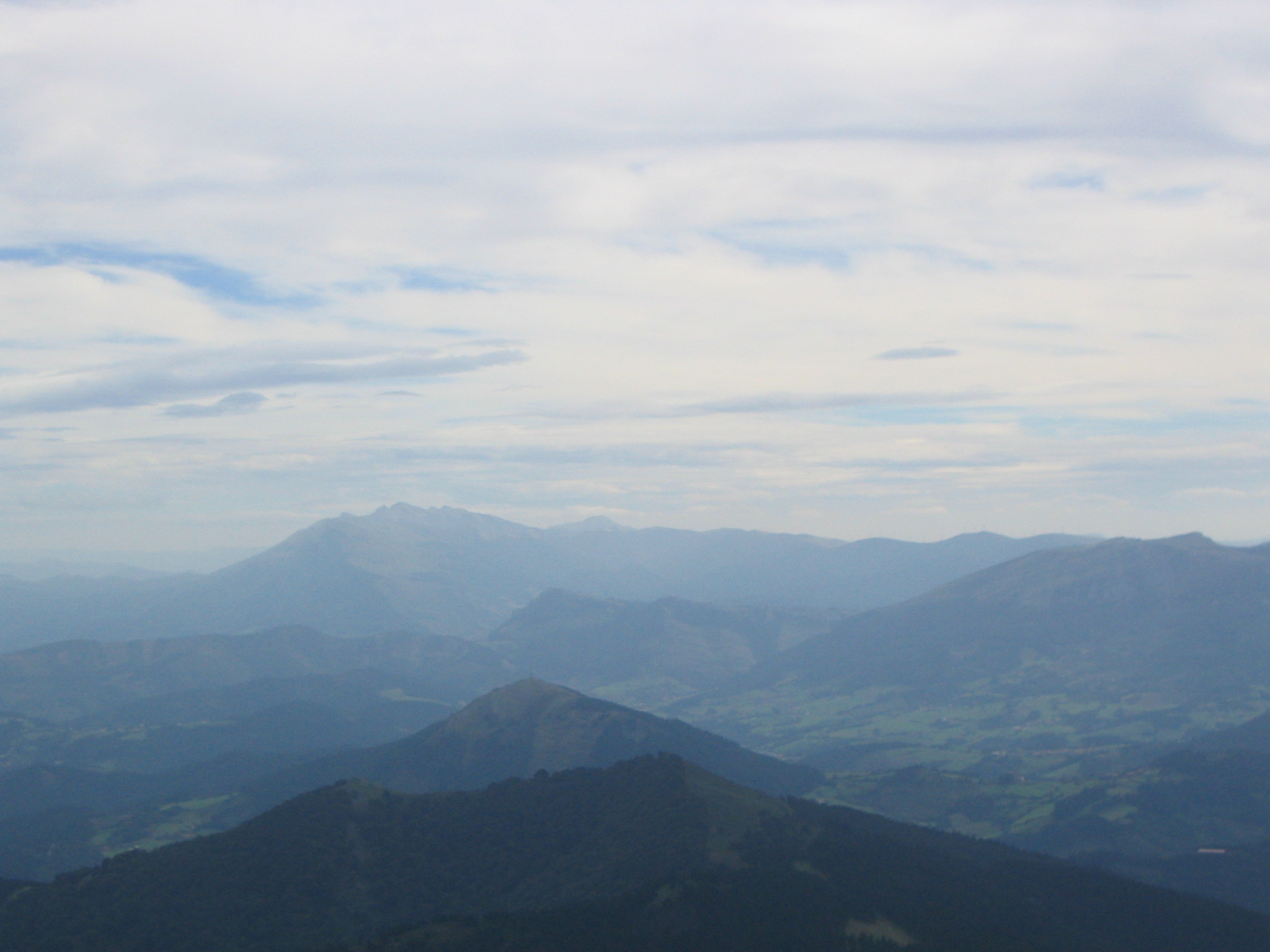
Vue depuis l'Anboto.
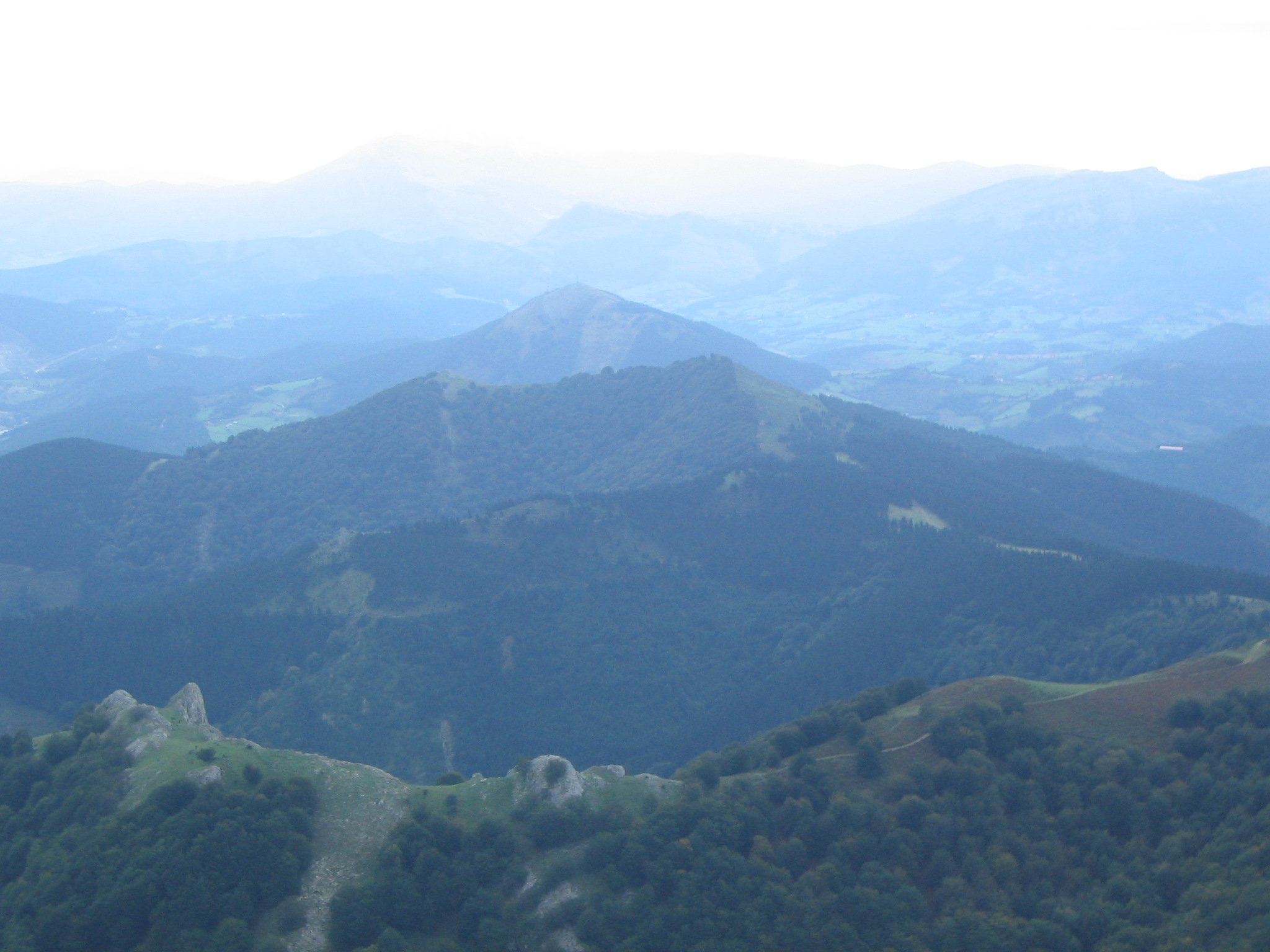
Vue depuis l'Anboto.
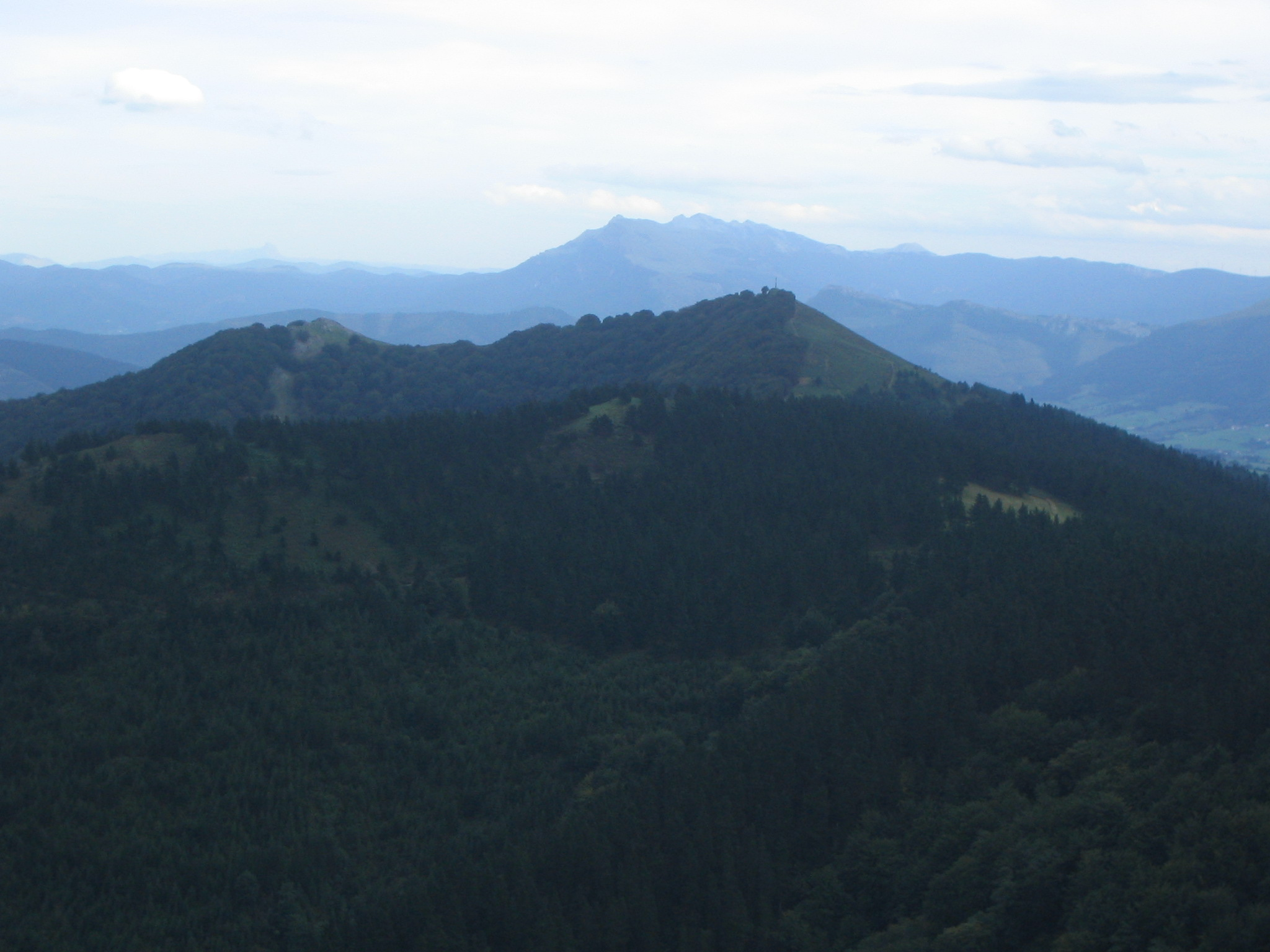
Vue depuis l'Anboto.